# Only Trust Your Heart
Only Trust Your Heart è il secondo album in studio della cantante e pianista canadese Diana Krall, pubblicato nel 1995.

## Tracce
1. Is You Is or Is You Ain't My Baby (Bill Austin, Louis Jordan) – 4:57
2. Only Trust Your Heart (Benny Carter, Sammy Cahn) – 5:19
3. I Love Being Here with You (Peggy Lee, William Schluger) – 3:40
4. Broadway (Billy Bird, Teddy McRae, Henri Woode) – 7:27
5. The Folks Who Live On the Hill (Oscar Hammerstein II, Jerome Kern) – 4:18
6. I've Got the World on a String (Harold Arlen, Ted Koehler) – 5:20
7. Just Squeeze Me (But Please Don't Tease Me) (Duke Ellington, Lee Gaines) – 5:37
8. All Night Long (Curtis Lewis) – 6:41
9. CRS-Craft (strumentale; Ray Brown) – 3:30